# Jakobs stege (Gamla Testamentet)

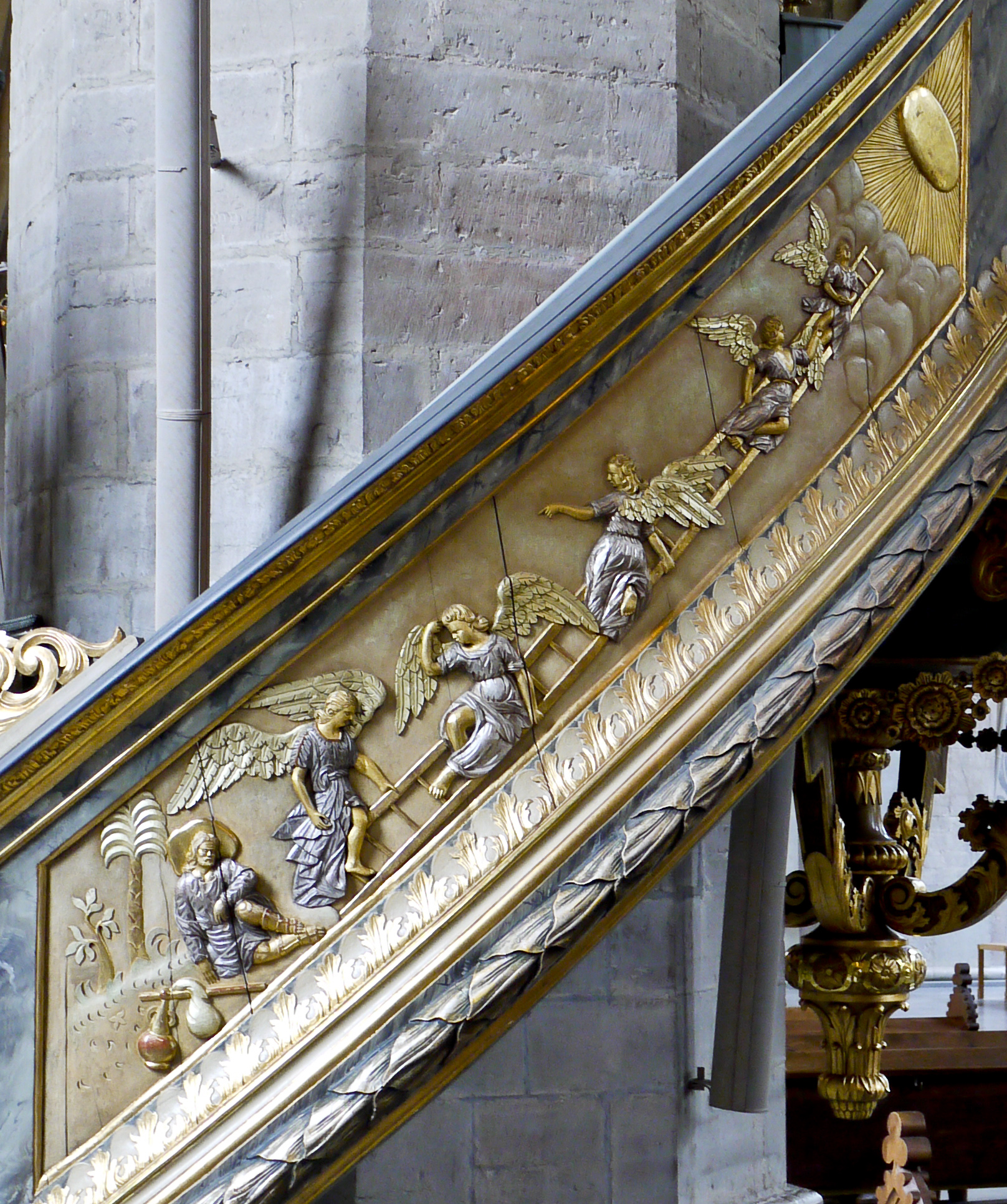
Jakobs stege avbildad i relief på trappan till predikstolen i Linköpings domkyrka.

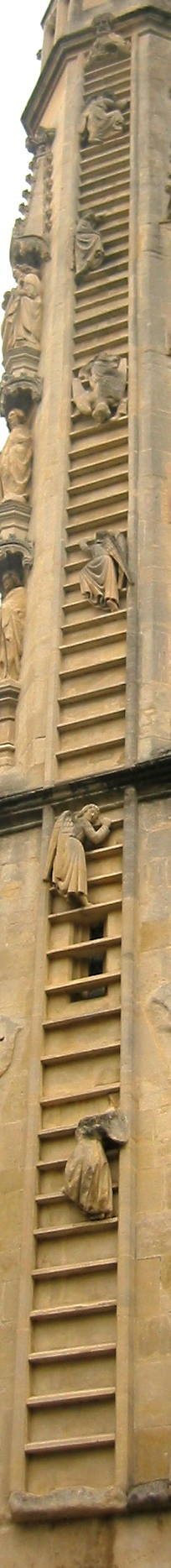
Änglar klättrar på Jakobs stege vid kyrkan Bath Abbey.

Jakobs stege eller Jakobs trappa är enligt Gamla Testamentet den stege som förbinder Jorden/människan och Gud/himlen. Patriarken Jakob såg denna stege i en drömsyn, enligt Första Mosebok 28:12.
I Bibel 2000 är texten översatt med trappa, eftersom Bibelkommissionen menade att texten syftade på ziqqurattemplens trappor i dåtidens Babylon.
| ” | I drömmen såg han en trappa som ledde från jorden ända upp till himlen, och Guds änglar gick upp och ner för den. | „ |

Jakobs dröm om en mötesplats mellan himmel och jord kan peka mot Jesus som förenar himmel och jord i Johannesevangeliet 1:51:
| ” | Och han sade: "Sannerligen, jag säger er: ni skall få se himlen öppen och Guds änglar stiga upp och stiga ner över Människosonen." | „ |

Ur denna synvinkel betraktas Jesus inom kristendomen som stegen, på det att han fungerar som en brygga mellan himmel och jord. Jakob såg i en dröm återföreningen av himlen och jorden, och Jesus väckte den.

## Jämför även
- Folksagan "Jack och bönstjälken"